# Eva Longoria
Eva Jacqueline Longoria (* 15. března 1975 Corpus Christi, Texas) je modelka a americká herečka známá především z amerického seriálu Zoufalé manželky. Na kontě má řadu ocenění a nominací.

## Životopis
Eva Longoria se narodila v roce 1975 jako Eva Jacqueline Longoria do mexicko-americké rodiny jako nejmladší ze čtyř sester. Zúčastnila se talentové soutěže v Los Angeles.
Mezi její první televizní role patřily nevelké herecké postavy v seriálech Beverly Hills 90210 a Báječní a bohatí. Následně získala větší roli v seriálu Mladí a neklidní, kde hrála dvě sezóny. V roce 2003 byla obsazena v detektivním seriálu Dragnet a poté v seriálu Zoufalé manželky, jímž se dostala do širokého povědomí diváků.
Za hráče basketbalu Tonyho Parkera se provdala 7. července 2007. Rozvod následoval 28. ledna 2011. Bylo to již její druhé manželství, předchozí s Tylerem Christopherem skončilo v roce 2004. Eva Longoria Parker se také objevila ve španělském vydání časopisu People mezi nejkrásnějšími lidmi pro rok 2003. V letech 2005 a 2006 byla označena jako nejpřitažlivější ženu v časopise Maxim. V minulosti byla také nominovaná na Zlatý glóbus a to za nejlepší herecký výkon v televizním seriálu, muzikálu nebo komedii.

## Filmografie

### jako herečka

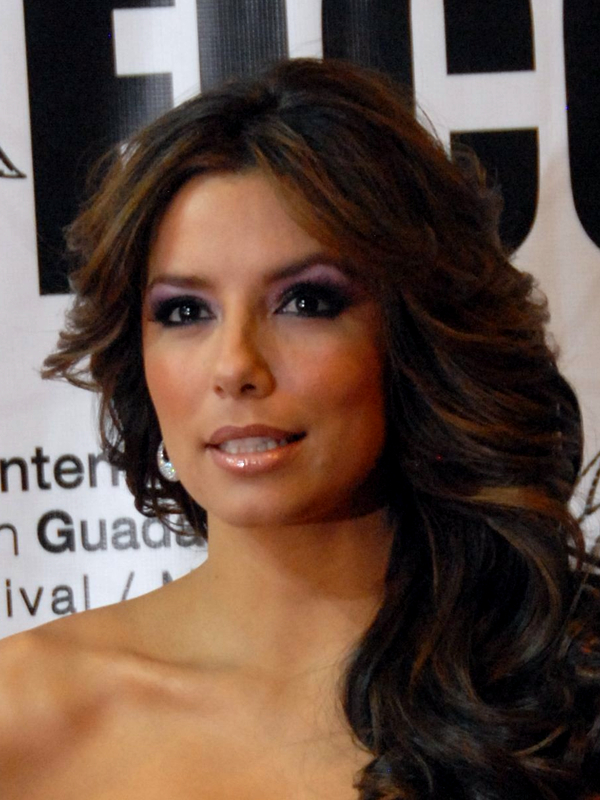
Eva Longoria, 2009

#### Film
| Rok  | Název                          | Role                    | Poznámky            |
| ---- | ------------------------------ | ----------------------- | ------------------- |
| 2003 | Snitch'd                       | Gabby                   |                     |
| 2004 | Señorita Justice               | Det. Roselyn Martinez   |                     |
| 2004 | Carlitino tajemství            | Carlita / Lexus         |                     |
| 2005 | Hustler's Instinct             | Vanessa Santos          | krátkometrážní film |
| 2005 | Drsný časy                     | Sylvia                  |                     |
| 2006 | Strážce                        | Jill Marin              |                     |
| 2007 | Těsně vedle                    | Consuela Cantrow        |                     |
| 2008 | Jen přes její mrtvolu          | Kate Spencer            |                     |
| 2008 | Zvláštní škola                 | Rebecca Seabrook        |                     |
| 2010 | Ženy bez mužů                  | Rosalba Viuda de Patiño |                     |
| 2011 | Velká vánoční jízda            | Chief De Silva (hlas)   |                     |
| 2012 | Pro větší slávu                | Tulita Gorostieta       |                     |
| 2012 | Foodfight!                     | Lady X (hlas)           |                     |
| 2012 | Grázlové z vidlákova           | Celeste Martin          |                     |
| 2012 | Crazy Kind of Love             | Marion Hughes           |                     |
| 2013 | A Dark Truth                   | Mia Francis             |                     |
| 2013 | Hlas                           | Samu sebe               |                     |
| 2013 | Out of the Blue                | Diana                   | krátkometrážní film |
| 2014 | Za hranici                     | Paulina Ramirez         |                     |
| 2015 | Any Day                        | Jolene                  |                     |
| 2015 | Přeludy                        | Eileen                  |                     |
| 2016 | Lowriders                      | Gloria Alvarez          |                     |
| 2018 | Muž na zkoušku                 | Theresa                 |                     |
| 2018 | Dog Days                       | Grace                   |                     |
| 2019 | All-Star Weekend               |                         |                     |
| 2019 | Dora and the Lost City of Gold | Elena                   |                     |
| 2020 | Sylvie                         | Carmen                  |                     |

#### Televize
| Rok       | Název                              | Role                     | Poznámky                                    |
| --------- | ---------------------------------- | ------------------------ | ------------------------------------------- |
| 2000      | Beverly Hills 90210                | letuška #3               | díl: „I Will Be Your Father Figure“         |
| 2000      | General Hospital                   | Brenda Barrett Lookalike | 1 díl                                       |
| 2001–2003 | Mladí a neklidní                   | Isabella Braña           | hlavní role, 148 dílů                       |
| 2003–2004 | Dragnet                            | detektiv Gloria Duran    | hlavní role, 10 dílů                        |
| 2004      | The Dead Will Tell                 | Jeanie                   | TV film                                     |
| 2004–2012 | Zoufalé manželky                   | Gabrielle Solis          | hlavní role, 180 dílů                       |
| 2005      | Saturday Night Live                | Samu sebe                | díl: „Eva Longoria/Korn“                    |
| 2006      | George Lopez                       | Brooke                   | díl: „George Vows to Make Some Matri-Money“ |
| 2008      | Childrens Hospital                 | Nová šéfová              | díl 1.10                                    |
| 2010      | The Next Food Network Star         | Samu sebe                | Season 6, week 8                            |
| 2010      | MTV Europe Music Awards 2010       | Samu sebe                |                                             |
| 2013      | Masterchef                         | Samu sebe                | Season 4, Episode 13                        |
| 2013      | Welcome to the Family              | Ana Nunez                | díl: „The Big RV Adventure“                 |
| 2013      | Simpsonovi                         | Isabel Gutierrez (hlas)  | díl: „Školní lavice a pravice“              |
| 2013–14   | Mother Up!                         | Rudi Wilson (hlas)       | 13 dílů                                     |
| 2014–2015 | Brooklyn 99                        | Sophia Perez             | 4 díly                                      |
| 2015–2016 | Telenovela                         | Ana Sofia Calderón       | hlavní role, 11 dílů                        |
| 2016      | Bitva playbacků                    | Samu sebe                | Season 2, episode 1                         |
| 2016      | Devious Maids                      | Samu sebe                | díl: „Once More Unto the Bleach“            |
| 2016      | The Best FIFA Football Awards 2016 | Samu sebe/moderátorka    |                                             |
| 2017      | Decline and Fall                   | Margot Beste-Chetwynde   | mini-seriál                                 |
| 2017      | Empire                             | Charlotte Frost          | 3 díly                                      |
| 2017      | Celebrity Family Feud              | Samu sebe                | díl: „Eva Longoria vs. George Lopez“        |
| 2018      | Jane the Virgin                    | Samu sebe                | díl: „Chapter seventy-five“                 |
| 2019      | Grand Hotel                        | Beatriz Mendoza          | 6 díly                                      |

### jako producentka
| Rok       | Název              | Poznámky                       |
| --------- | ------------------ | ------------------------------ |
| 2010      | Harvest            | výkonná producentka            |
| 2013–2014 | Mother Up          | výkonná producentka            |
| 2013–2016 | Devious Maids      | výkonná producentka, režisérka |
| 2014      | John Wick          | producentka                    |
| 2014      | Food Chains        | výkonná producentka            |
| 2015      | Go, Sebastien, Go! | producentka, režisérka         |
| 2015–2016 | Telenovela         | výkonná producentka            |
| 2019      | Grand Hotel        | výkonná producentka            |

### jako režisérka
| Rok  | Název           | Poznámky                   |
| ---- | --------------- | -------------------------- |
| 2014 | Devious Maids   | díl: „Sprinkles“           |
| 2016 | Jane the Virgin | díl: „Chapter Forty-Seven“ |
| 2016 | Telenovela      | díl: „The Hurricane“       |
| 2017 | Black-ish       | díl: „An Ideal Husband“    |
| 2017 | The Mick        | díl: „The Teacher“         |
| 2018 | LA to Vegas     | díl: „#PilotFight“         |
| 2019 | Grand Hotel     | 2 díly                     |

## Ocenění a nominace

### Ocenění
- 2002: Alma Award za herecký výkon v seriálu Mladí a neklidní
- 2005: Teen Choice Award za skvělý ženský výkon v seriálu Zoufalé manželky
- 2005: Screen Actors Guild Awards za skvělý herecký výkon v seriálu Zoufalé manželky
- 2005: Teen Choice Awards za strhující ženský výkon v seriálu Zoufalé manželky
- 2006: Screen Actors Guild Awards za skvělý herecký výkon v seriálu Zoufalé manželky
- 2006: Alma Award v kategorii osobnost roku
- 2007: People's Choice Awards za oblíbenou ženskou hvězdu vystupující v televizi

### Nominace
- 2005: DVD Exclusive Award za nejlepší herečku (v DVD premiéře za film Carlita's Secret)
- 2005: Imagen Foundation Awards za nejlepší herečku vystupující v televizním seriálu Zoufalé manželky
- 2005: Teen Choice Award za nejlepší televizní herečku v komedii Zoufalé manželky
- 2006: Teen Choice Award za nejlepší televizní herečku v komedii Zoufalé manželky
- 2006: Zlatý glóbus za nejlepší herecký výkon v televizním seriálu, muzikálu nebo komedii v seriálu Zoufalé manželky
- 2007: Screen Actors Guild Awards za skvělý herecký výkon v seriálu Zoufalé manželky
- 2007: Teen Choice Award za nejlepší televizní herečku v komedii Zoufalé manželky
- 2010: Teen Choice Award za nejlepší ikonu červeného koberce